# Erstaufnahmeeinrichtung des Landes Hessen
Die Erstaufnahmeeinrichtung des Landes Hessen, (EAEH), vormals Hessische Erstaufnahmeeinrichtung für Flüchtlinge (HEAE), befindet sich in Gießen an der Rödgener Straße im ehemaligen US-Depot Gießen. Von 1946 bis 2018 befand sich die Einrichtung südwestlich des Bahnhofs im Meisenbornweg und trug die Bezeichnungen Notaufnahmelager Gießen, Aufnahmelager Gießen und Durchgangslager Gießen. Die Erstaufnahmeeinrichtung des Landes Hessen ist vor allem für die vorläufige Unterbringung und Versorgung von Geflüchteten und Asylbewerbern zuständig. Die vormals dem Regierungspräsidium Gießen nachgeordnete Behörde HEAE wurde im November 2016 aufgelöst und als neue Abteilung VII in das Regierungspräsidium Gießen integriert.

## Geschichte

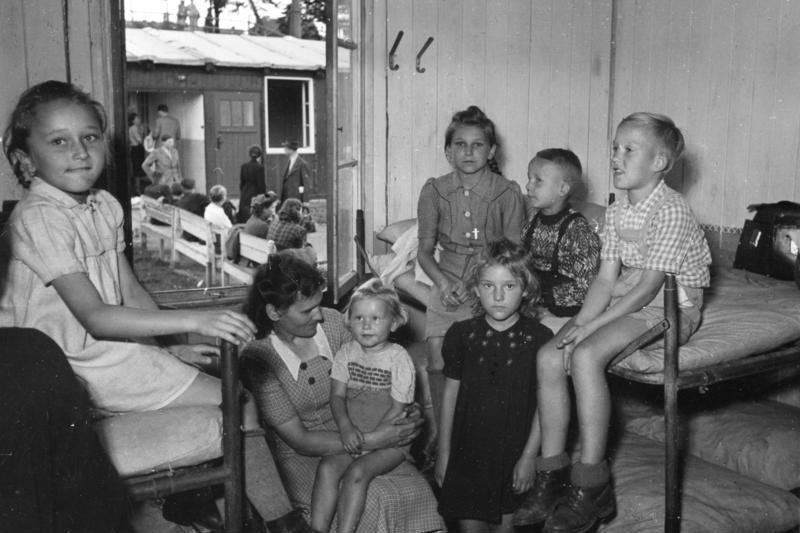
Familie im Durchgangslager 1950, Bundesarchiv, Prof. Arntz

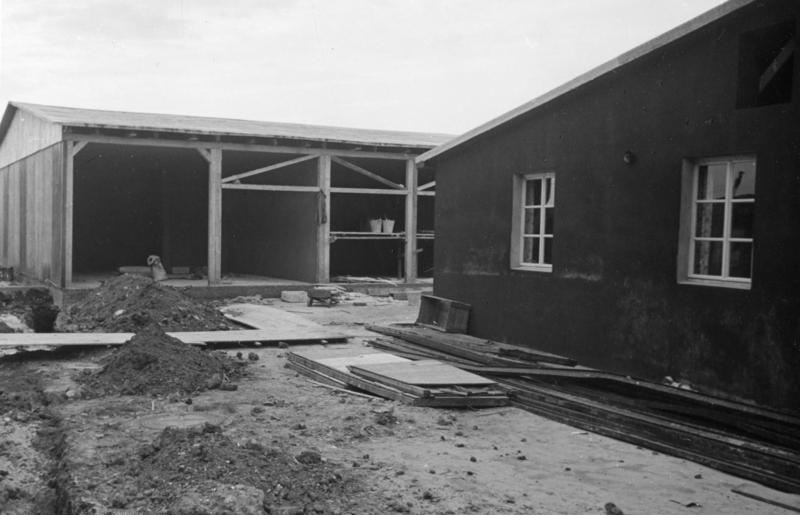
Baumaßnahmen im Durchgangslager Gießen (1950), Bundesarchiv, Prof. Arntz

Lageplan des Notaufnahmelagers (1977)

Infolge des Zweiten Weltkrieges wurde das „Regierungsdurchgangslager“ 1946 als Flüchtlingslager für sogenannte Displaced Persons gegründet, später hieß es „Zonenlager“. Das Notaufnahmegesetz machte das Gießener „Notaufnahmelager“ ab dem 1. September 1950 – neben den Aufnahmelagern Marienfelde und Uelzen-Bohldamm – zur zentralen Anlaufstelle für alle Flüchtlinge aus der Deutschen Demokratischen Republik, die insbesondere nach dem gescheiterten Aufstand vom 17. Juni 1953 in großen Zahlen kamen. Nach dem Mauerbau 1961 und der Schließung der beiden anderen Notaufnahmelager blieb Gießen als das kleinste der drei bestehen.
Bis zur deutschen Wiedervereinigung wurde die Einrichtung von 900.000 Flüchtlingen und Übersiedlern aus der DDR in Anspruch genommen. Die DDR sah das Lager als „Einrichtung mit Feindtätigkeit gegen die DDR“. Das Ministerium für Staatssicherheit (MfS) warb in Hessen inoffizielle Mitarbeiter (IM), meist DKP-nahe Westbürger an, um Informationen über Abläufe im Lager zu sammeln und an das MfS weiterzuleiten. Das Stasiunterlagenarchiv führt dazu u. a. den IM mit dem Decknamen „Peter Schulz“, der von 1977 bis 1989 unentdeckt spionierte. Für ihn war die ZKG Abteilung 4 im MfS zuständig; angeworben wurde „Schulz“ durch den bei der HA VII/3 beschäftigten BRD-Bürger „Schierz“. Dessen Ehefrau war eingeweiht und wurde als IMB „Erika“ geführt. Das Paar versprach sich davon „persönliche und materielle“ Vorteile. Das MfS beurteilte auch die Qualität der Ehe: „stabil und harmonisch“. Wie bei vielen Stasi-Spitzeln zu beobachten, quittierte auch das Ehepaar Schulz in der Phase des Zusammenbruchs der DDR den Dienst für das MfS.
Im Juni 1990 schloss das Bundesnotaufnahmelager in Gießen. In der Zeit nach dem Mauerfall diente die Erstaufnahmeeinrichtung in Gießen unter anderem Menschen aus dem ehemaligen Jugoslawien, die während der kriegerischen Auseinandersetzungen nach Deutschland flüchteten.
1993 erfolgte die Umbenennung in „Hessische Erstaufnahmeeinrichtung für Flüchtlinge in Gießen“ (kurz: HEAE), wodurch sich die Aufgabenstellung für die neu errichtete Dienststelle änderte. Seitdem nimmt die Erstaufnahmeeinrichtung neben Spätaussiedlern auch alle Personen auf, die einen Asylantrag stellen wollen. Bereits einige Monate zuvor wurde auf dem Gelände eine Außenstelle des Bundesamtes für die Anerkennung ausländischer Flüchtlinge (BAFl), heute Bundesamt für Migration und Flüchtlinge (BAMF), eröffnet, bei dem die Asylverfahren der hier aufgenommenen Personen durchgeführt werden. Das BAMF trifft die Entscheidung über den Asylantrag.
Ende 2012 wurde in Gießen in der Rödgener Straße (ehemals US-Depot Gießen) eine weitere Außenstelle eingerichtet. Damit konnte der Standort im Meisenbornweg entlastet werden.
Im Zuge der Flüchtlingskrise 2015/2016 wurde innerhalb des Regierungspräsidiums Gießen ein Sonderstab eingerichtet, der alle Belange der Erstaufnahme von Flüchtlingen in Hessen organisierte und koordinierte. Den Höhepunkt des Flüchtlingsaufkommens in der Zeit markierte der 28. Oktober 2015; an diesem Tag kamen 1.341 Personen nach Hessen.
Der Standort Gießen war mit einer durchschnittlichen Belegung von 6.000 Menschen zeitweise die größte Flüchtlingsunterkunft Deutschlands. Die HEAE verfügte zu diesem Zeitpunkt über mehr als 100 Außenstellen und Notunterkünfte. Ende Mai 2016 wurde das Ankunftszentrum in Gießen eröffnet. Dabei handelt es sich um einen Behördenkomplex, in dem Landes-, Bundes- und kommunale Behörden zusammenarbeiten und den gesamten Aufnahmeprozess der Geflüchteten begleiten. Im November 2016 wurde die ehemalige HEAE als eigenständige Abteilung (Abteilung VII „Flüchtlingsangelegenheiten, Erstaufnahmeeinrichtung und Integration“) ins Regierungspräsidium Gießen integriert und wird seitdem als Erstaufnahmeeinrichtung des Landes Hessen (kurz: EAEH) bezeichnet.

## Gegenwart
In der EAEH wurden von 2015 bis Ende 2021 ca. 154.000 Menschen mit Asylbegehren aufgenommen. Seit 2016 hat sich die Anzahl der Standorte der EAEH aufgrund des starken Rückgangs des Flüchtlingsaufkommens deutlich reduziert. Aktuell verfügt die EAEH über folgende Standorte:
- Gießen, ehemals US-Depot
- Neustadt, ehemals Ernst-Moritz-Arndt-Kaserne
- Bad Arolsen, ehemals Prinz-Eugen-Kaserne
- Büdingen, ehemals Armstrong-Kaserne
- Friedberg, ehemals Ray Barracks
- Kassel-Niederzwehren
- Fuldatal-Rothwesten, ehemals Fritz-Erler-Kaserne
- Darmstadt, Starkenburg-Kaserne
- Darmstadt, ehemals Kelley Barracks

Darüber hinaus verfügt die EAEH über eine Außenstelle am Flughafen Frankfurt (Flughafenverfahren).

## Geplante Gedenkstätte Standort Meisenbornweg
Der Erstaufnahmestandort im Gießener Meisenbornweg ⊙ wurde zum 30. September 2018 geschlossen. Seitdem werden die Gebäude zum Teil vom Landesbetrieb Bau und Immobilien Hessen (LBIH) als Bürostandort genutzt. Vor der Landtagswahl in Hessen 2018 wurde eine Nachnutzung des Geländes als Gedenkstätte thematisiert, in der Koalitionsvereinbarung der Parteien CDU und Bündnis 90/Die Grünen die 20. Legislaturperiode wurde dann im Dezember 2018 festgehalten: „Insbesondere in der Zeit der Deutschen Teilung und der Flüchtlings- und Migrationsbewegung im Jahr 2015 und danach hat das Notaufnahmelager Gießen herausragende Bedeutung für Hessen und Deutschland erlangt. Um dieses Erbe als Erinnerungs- und Lernort zu erhalten, wollen wir für diese Einrichtung eine Konzeption zur Umwandlung in eine Gedenkstätte erarbeiten. Dies soll gemeinsam mit dem Bund und der Stadt Gießen geschehen.“ In der Koalitionsvereinbarung der Parteien CDU und SPD für die 21. Legislaturperiode steht: „Ähnlich den Schulausflügen zu Gedenkstätten und Museen, die sich mit dem Nationalsozialismus und der DDR auseinandersetzen, sollen künftig auch Schulausflüge zu Gedenkstätten und Museen, die die Geschichte der Heimatvertriebenen und Spätaussiedler 
thematisieren (z.B. Ausstellung „Vertriebene in Hessen“ im Hessenpark Neu-Anspach, Museum des Grenzdurchgangslagers Friedland oder der Lern- und Erinnerungsort Meisenbornweg in Gießen) durch das Land Hessen gefördert werden.“